# Lita Ford
Lita Rossana Ford (n. 19 septembrie 1958, Londra, Anglia, Regatul Unit) este o chitaristă, cântăreață și compozitoare de origine engleză. A fost chitarista principală a formației rock feminine The Runaways⁠(d) spre finalul anilor 1970, iar ulterior a urmat o carieră solo de succes. Melodia „Close My Eyes Forever⁠(d)”, un duet cu Ozzy Osbourne, rămâne cel mai cunoscut cântec al său, acesta fiind clasat pe locul 8 în  Billboard Hot 100 din Statele Unite.

## Biografie
Născută în Londra, Ford este fiica lui Harry Lenard Ford și a lui Isabella Benvenuto; tatăl său era britanic, iar mama sa italiană. S-au mutat în Statele Unite când Lita era în clasa a II-a, stabilindu-se în cele din urmă în Long Beach, California.
Influențată de chitaristul Ritchie Blackmore din  Deep Purple, a început să cânte la chitară la vârsta de 11 ani. Aceasta are voce de mezzo-soprană.

## Cariera

### The Runaways (1975–1979)
În 1975, la vârsta de șaisprezece ani, Ford a fost recrutată de impresarul Kim Fowley⁠(d) pentru formația rock The Runaways⁠(d), alcătuită exclusiv din femei. După încheierea unui contract cu o casă de discuri, au lansat primul lor album - The Runaways⁠(d) - în 1976. Formația a intrat repede în atenția mass-mediei și a avut o perioada de succes spre sfârșitul anilor 1970. Ford a rămas chitarista principală a formației până la destrămarea sa în aprilie 1979.

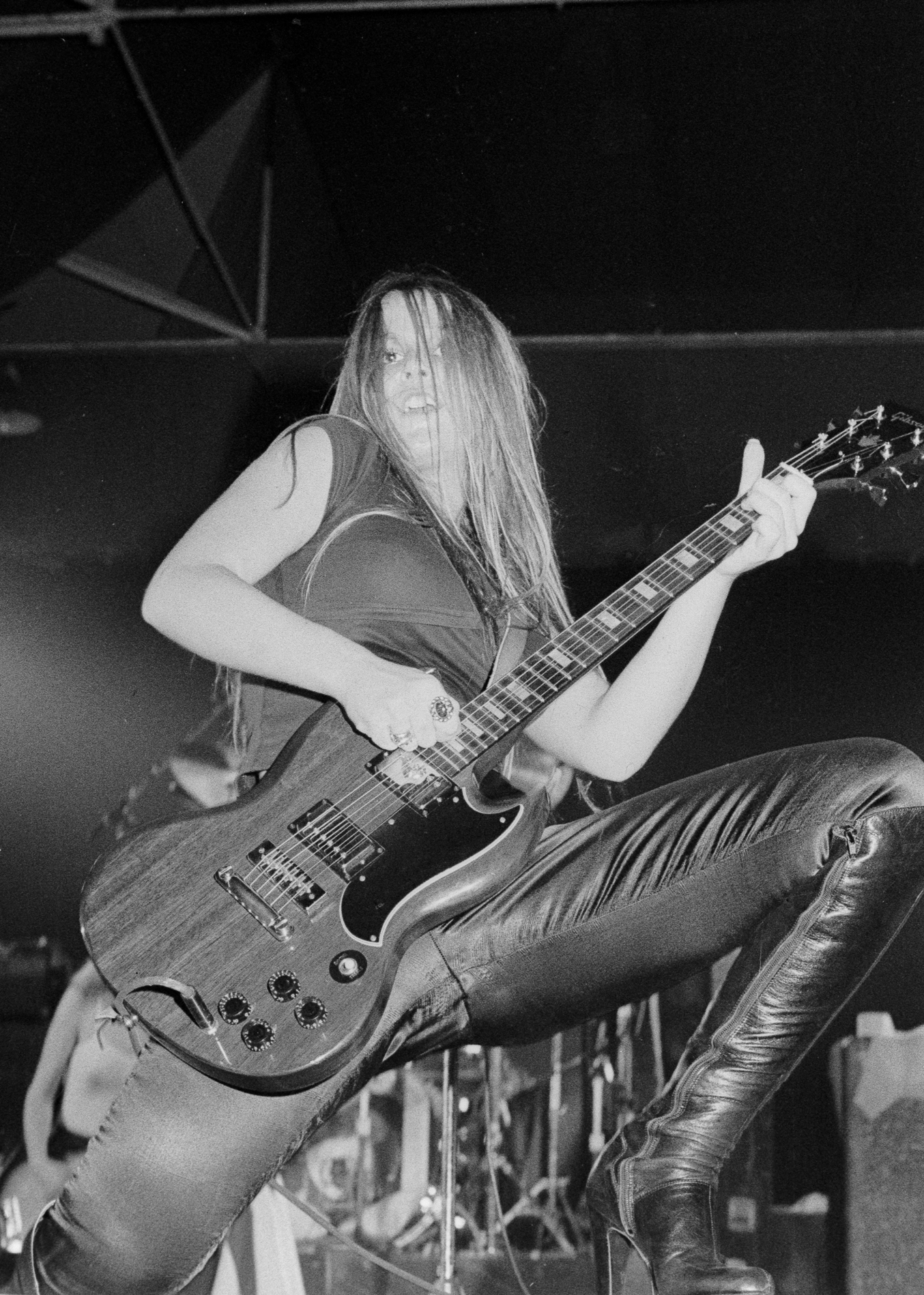
Ford în timpul unui concert The Runaways din 1977.

În 1977, conflicte interne izbucneau în interiorul The Runaways. Formația pierduse deja doi membri - solista Cherie Currie⁠(d) și basista Jackie Fox⁠(d) - și se despărțise de producătorul Fowley. Cântăreața și chitarista Joan Jett și-a dorit ca formația să adopte un stil punk rock influențat de Ramones, în timp ce Ford și baterista Sandy West⁠(d) nu voiau să abandoneze genul hard rock. Din moment ce niciuna dintre părți nu era dispusă s facă compromisuri, The Runaways s-a destrămat în aprilie 1979.

### Cariera solo (1982–1995)
În 1982, Ford a semnat un contract cu Mercury Records și și-a lansat cariera solo. Out for Blood⁠(d), albumul său de debut, a fost lansat în 1983 și a fost un eșec comercial. Următorul său album - Dancin' on the Edge⁠(d) (1984) - a obținut un succes moderat, iar popularitatea artistei a început să crească. Melodia „Fire in My Heart”, prezentă pe albumul Dancin' on the Edge, a ajuns în Top 10 în mai multe țări din străinătate, iar melodia „Gotta Let Go” a ajuns în topurile Mainstream Rock. Ford a declarat într-un interviu că a înregistrat un album nelansat prin casa de discuri RCA Records.
Mai târziu, Ford a încheiat un contact cu RCA Records, a angajat compania Sharon Osbourne Management⁠(d) și a adoptat un sunet glam metal. În 1988, a lansat în mod independent albumul Lita⁠(d) și a obținut un succes comercial uriaș. Acesta conținea numeroase single-uri, inclusiv „Kiss Me Deadly⁠(d)”,  „Back to the Cave”, „Close My Eyes Forever⁠(d)” și „Falling in and Out of Love”, o melodie scrisă de Nikki Sixx de la Mötley Crüe. Balada „Close My Eyes Forever”, un duet cu Ozzy Osbourne, rămâne cea mai de succes melodie a sa, aceasta ajungând pe locul 8 în Billboard Hot 100 din SUA. A lansat albumul Stiletto⁠(d) doi ani mai târziu, însă nu a reușit să obțină succesul comercial al albumului precedent; acesta conținea două single-uri: „Hungry” și „Lisa”. În 1991, a lansat Dangerous Curves⁠(d). Ultimul său album înainte de hiatus a fost Black⁠(d) (1995), lansat prin intermediul casei de discuri germane ZYX Music⁠(d).

### Hiatus (1996-2007)
La mijlocul anilor 1990, Ford și-a îndreptat atenția spre viața de familie, fiind ocupată cu creșterea celor doi fii ai săi, și a renunțat o perioadă lungă la cariera profesională. După lansarea albumul Black în 1995, Ford nu a lansat alte materiale până la Wicked Wonderland⁠(d) în 2009.

### Revenire (2008-prezent)

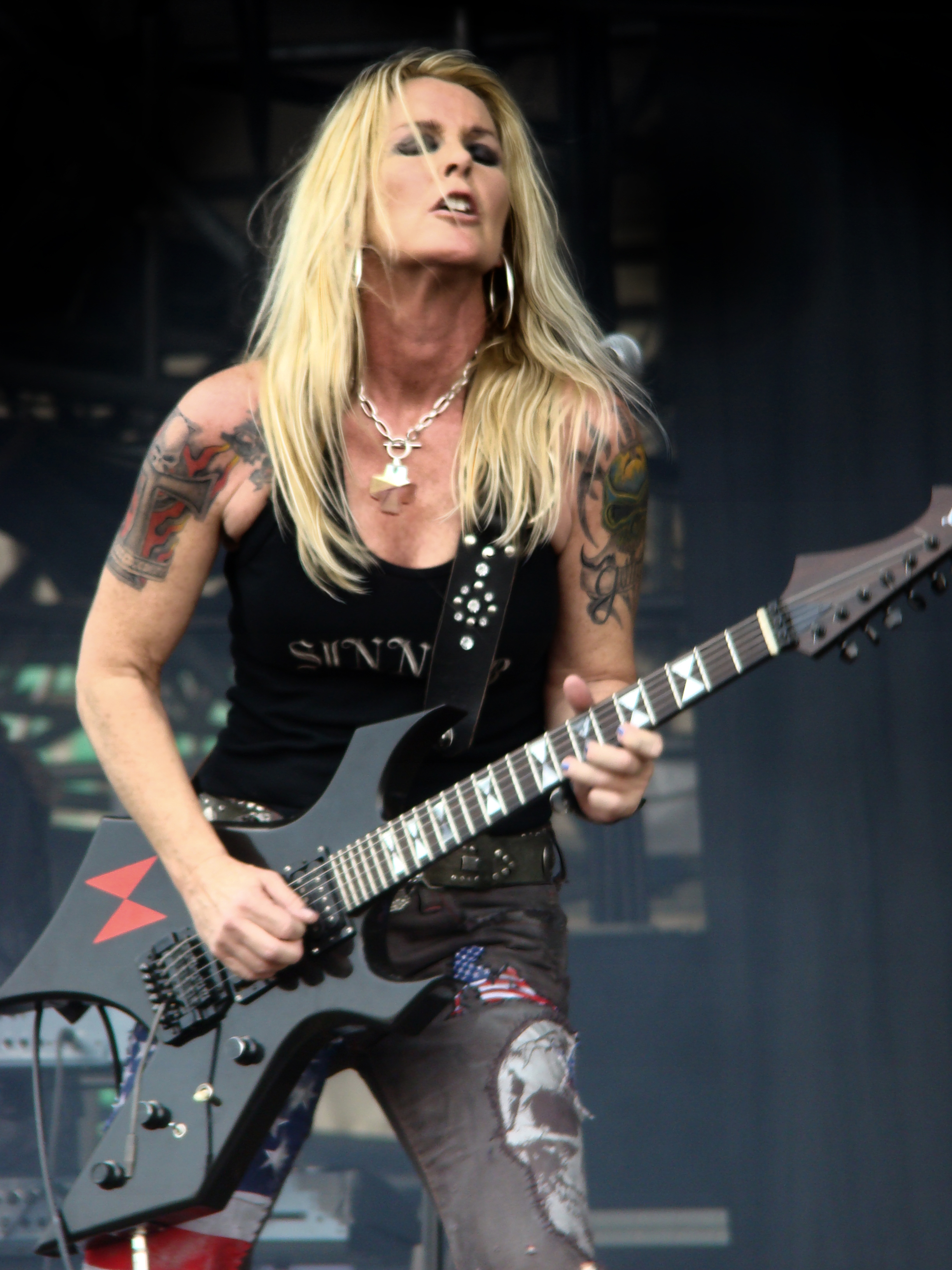
Lita Ford în 2009.

În iunie 2008, Ford a susținut mai multe concerte sub numele de scenă Kiss Me Deadly alături de Stet Howland din W.A.S.P. înainte de Festivalul Rocklahoma⁠(d) din Pryor, Oklahoma. În iunie 2009, a plecat în turneu prin Statele Unite și Europa cu un grup alcătuit din Ron „Bumblefoot” Thal⁠(d), fostul chitarist al Guns N' Roses, bateristul Dennis Leeflang⁠(d) și basistul PJ Farley al formației Deepfield⁠(d).
Ford a lansat Wicked Wonderland⁠(d) pe 6 octombrie 2009 prin casa de discuri JLRG Entertainment. Într-un interviu pentru ExclusiveMagazine.com, Ford a vorbit despre noul ei material: „Îmi doream să fiu impresionantă! Nu știu ce este popular astăzi. Voiam să fie muzică bună! Versurile sunt foarte personale și atât.”
În mai 2011, Ford a promis că va lansa un „album de revenire adevărat” împreună cu bateristul Chuck Spradlin mai târziu în cursul anului, declarând că albumul Wicked Wonderland (2009), inspirat de nu metal, a fost mai degrabă un proiect de colaborare cu Jim Gillette⁠(d), fostul ei soț. „Mai mulți oameni mi-au spus că vor un album adevărat [din partea mea] și știu la ce se referă. Îl vor primi”, a declarat Ford la momentul respectiv.
Living Like a Runaway⁠(d) a fost lansat în iunie 2012 prin intermediul  SPV/Steamhammer Records. Albumul era similar cu primele sale materiale, iar titlul său făcea trimitere la The Runaways. Cu puțin timp înainte de lansare, Ford reluase legătura cu fostele sale colege din formație: Joan Jett și Cherie Currie⁠(d). În 2014, a primit The Certified Legend Award din partea revistei Guitar Player⁠(d).
În noiembrie 2014, chitaristul Patrick Kennison⁠(d) a devenit membru al formației lui Ford.
În 2016, Ford a lansat Time Capsule, o colecție de melodii pe care le-a descoperit pe casete audio din anii 1980, cu înregistrări pe care le-a realizat împreună cu Billy Sheehan⁠(d), Gene Simmons⁠(d), Bruce Kulick⁠(d), Robin Zander⁠(d), Rick Nielsen⁠(d), Dave Navarro⁠(d), Rodger Carter și Jeff Scott Soto⁠(d).

## Viața personală
La mijlocul anilor 1980, Ford a fost logodită pentru o scurtă perioadă cu chitaristul Tony Iommi din Black Sabbath. Iommi a coprodus albumul The Bride Wore Black, însă acesta nu a fost lansat niciodată. Ford a declarat într-un interviu pentru Kerrang! în 1989 că „între mine și Tony există un oarecare sentiment de ură”. A recunoscut în autobiografia sa că Iommi a abuzat-o fizic de mai multe ori.
Ford a fost căsătorit cu chitaristul Chris Holmes⁠(d) al formației W.A.S.P. la începutul anilor 1990 pentru o perioadă scurtă de timp. După ce cuplul a divorțat, Ford l-a întâlnit pe Jim Gillette, fostul solist al Nitro⁠(d), în 1994; cei doi s-a căsătorit la numai două săptămâni după ce s-au cunoscut. Aceștia au împreună doi fii: James și Rocco. Familia s-a mutat în Insulele Turks și Caicos, unde Gillette a gestionat o mică afacere de construcții și dezvoltare imobiliară.
Relația cu Gillette a început să se destrame după ce a intrat în negocieri cu  TLC în vederea dezvoltării unui reality show intitulat The Gillettes: An Extreme American Family. Într-un interviu din martie 2011 pentru siteul Classic Rock Revisited, Ford a susținut că odată întoarsă dintr-o călătorie de afaceri, a descoperit că soțul și fiii săi refuză să-i mai vorbească. De asemenea,  Gillette a fost deranjat de faptul că Ford a devenit puternic implicată în proiectul dezvoltat de TLC și i-a încurajat pe fiii cuplului să o agreseze fizic, moment în care aceasta a intentat acțiunea de divorț. Într-un interviu radio din februarie 2011, Ford a recunoscut că relația dintre cei doi s-a încheiat, iar proiectul de televiziune a fost anulat. După divorțul de Gillette, Ford a devenit activistă pentru promovarea problemei alienării parentale.
În 2016, Ford și-a publicat autobiografia Living Like a Runaway: A Memoir  prin intermediul Dey Street Books. În carte, Ford menționa că a părăsit The Runaways temporar în 1976, deoarece era convinsă că colegele sale „erau lesbiene” și nu se simțea confortabil în formație. I s-a părut „ciudat” că nu vorbeau niciodată despre băieți și „chicoteau mereu despre alte fete”.

## Actorie și alte proiecte
În timpul carierei sale solo, Ford a susținut producătorul de instrumente muzicale B.C. Rich⁠(d) și a utilizat cu precădere chitara B.C. Rich Warlock⁠(d). A fost chitarista formației serialului de televiziune Howie⁠(d) din 1992. De asemenea, a avut un rol minor în filmul de comedie-groază Highway to Hell⁠(d) (1992). VH-1 i-a oferit un rol în al șaptelea sezon al reality show-ului The Surreal Life⁠(d) în 2007, însă aceasta a refuzat oferta. Și-a oferit vocea și înfățișarea pentru jocul video Brütal Legend⁠(d); apare în rolul personajului Rima alături de Jack Black, Tim Curry, Ozzy Osbourne, Rob Halford și Lemmy Kilmister. Melodia sa „Betrayal” este una dintre cele peste 100 de cântece care apar în joc.
În 2010, un lungmetraj despre formația The Runaways⁠(d) a fost produs la Hollywood. Ford a fost interpretată de actrița Scout Taylor-Compton⁠(d). Aceasta apare în filmul documentar Edgeplay: A Film About the Runaways⁠(d) din 2005, unde vorbește despre perioada petrecută în formație și face aluzie la abuzurile verbale și sexuale la care au fost supuse colegele sale.
În 2013, Ford și Cherie Currie, fosta membră a formației The Runaways, au înregistrat un single de Crăciun. Ambele cântărețe au fost contribuit la organizația de caritate Toys for Tots⁠(d) condusă de US Marine Corps.
Ford a apărut pe coperta din mai/iunie 2013 a revistei Making Music⁠(d) și a discutat despre viața și cariera sa.
În 2014, Ford a narat documentarul The Life, Blood, and Rhythm of Randy Castillo⁠(d).
Ford a concurat în reality show-ul Chopped⁠(d) pentru a strânge 10.000 de dolari pentru organizația sa de caritate. Și-a lansat autobiografia Living Like a Runaway în iunie 2016.

În 2018, Ford și Jim Cara au lansat compania de chitare Lita Ford Guitars.

## Discografie
- Out for Blood⁠(d) (1983)
- Dancin' on the Edge (1984)
- Lita⁠(d) (1988)
- Stiletto⁠(d) (1990)
- Dangerous Curves⁠(d) (1991)
- Black⁠(d) (1995)
- Wicked Wonderland⁠(d) (2009)
- Living Like a Runaway (2012)

## Filmografie
| An   | Film                        | Rol                  | Note    |
| ---- | --------------------------- | -------------------- | ------- |
| 1978 | Rock 'N Roll Sports Classic | Lita Ford            |         |
| 1991 | Highway to Hell             | Autostopist          |         |
| 1992 | Howie                       | Lita Ford            |         |
| 1993 | Herman's Head               | Lita Ford            |         |
| 2005 | Edgeplay                    | Lita Ford            |         |
| 2011 | Big Time Rush               | Lita Ford            |         |
| 2016 | Indeed commercial           | Lita Ford/Profesoară | reclamă |

### Jocuri video
| An   | Joc video     | Rol  | Note |
| ---- | ------------- | ---- | ---- |
| 2009 | Brütal Legend | Rima |      |